# فنالن
فنالن (به انگلیسی: Phenalene) با فرمول شیمیایی C۱۳H۱۰ یک ترکیب شیمیایی با شناسه پاب‌کم ۹۱۴۹ است. که جرم مولی آن ۱۶۶٫۲۲ g/mol می‌باشد. 